# Mlynica
Mlynica este o comună slovacă, aflată în districtul Poprad din regiunea Prešov. Localitatea se află la altitudinea de 681 m deasupra n.m., se întinde pe o suprafață de 7,78 km2 și în 2017 număra 549 de locuitori. Se învecinează cu Veľký Slavkov și Nová Lesná.

## Istoric
Localitatea Mlynica este atestată documentar din 1268.

## Demografie
| An:                | 1994 | 2004    | 2014    | 2024    |
| ------------------ | ---- | ------- | ------- | ------- |
| Număr de persoane: | 279  | 383     | 472     | 815     |
| Diferență:         |      | +37,27% | +23,23% | +72,66% |

| An:                | 2023 | 2024   |
| ------------------ | ---- | ------ |
| Număr de persoane: | 768  | 815    |
| Diferență:         |      | +6,11% |